# الخطوط الجوية النيبالية
الخطوط الجوية النيبالية هي شركة الطيران الوطنية في نيبال، تتخذ من مطار كاتماندو الدولي مقراً لعملياتها.

## تاريخ

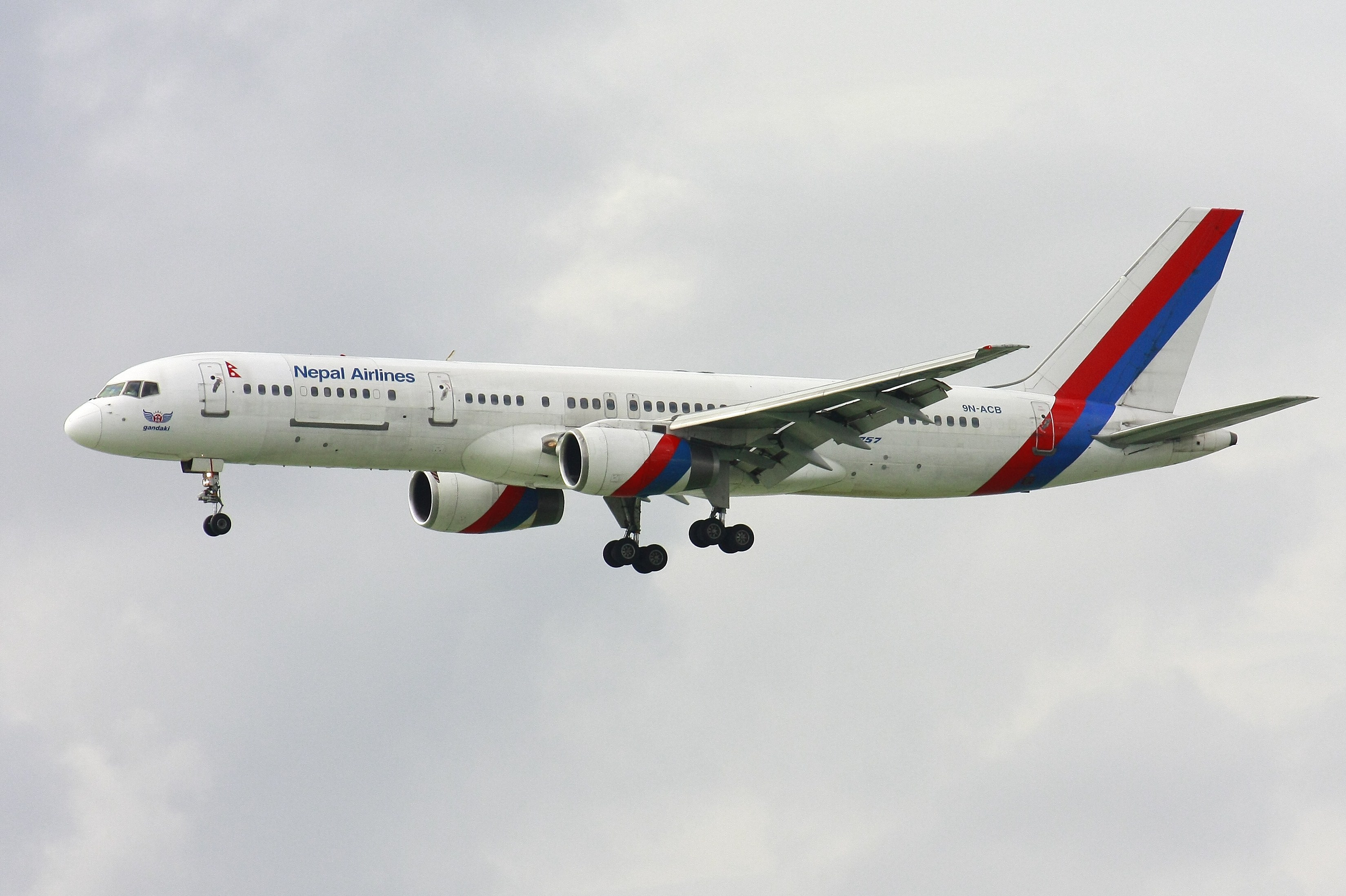
> طائرة الخطوط الجوية النيبالية 9N-ACB > طراز بوينغ 757

أنشئت الشركة في عام 1958 تحت اسم الخطوط الملكية النيبالية.